# Manuel Mestre Barea
Manuel Mestre Barea (nacido el 3 de enero de 1952) es un militar retirado y político español, que alcanzó el rango de teniente general en el Ejército de Tierra de España.
Ha sido diputado en las Cortes Generales por la provincia de Alicante bajo la formación política Vox.
En la actualidad, es concejal del Ayuntamiento de Orihuela, donde ocupa el cargo de Delegado de Costa, Playas, Residentes Internacionales, y Servicios de Mantenimiento y Coordinación. Además, ejerce la primera tenencia de alcaldía del municipio.

## Biografía

### Trayectoria militar
Mestre Barea estuvo destinado en la Base Aérea de Jerez de la Frontera, en la Academia Básica del Aire, donde llegó a ocupar el cargo de jefe de Estudios, y en el Estado Mayor del Ejército del Aire.
En 1998 fue destinado al Mando de Personal y en julio de 2001 fue nombrado jefe del Ala 31 y Comandante Militar Aéreo de Zaragoza. Más tarde fue designado jefe de la Sección de Planes de Fuerza en el Estado Mayor Conjunto. Fue también jefe del Gabinete del Jefe del Estado Mayor del Aire, y en 2008 fue nombrado, jefe del Mando Aéreo de Canarias, puesto en el que cesó en septiembre de 2009 para hacerse cargo de la Jefatura del Estado Mayor del Comando de Fuerza Conjunta de la OTAN en Lisboa (JFCLB).
Alcanzó el rango de comandante adjunto la JFCLB el 5 de enero de 2010. A lo largo de su desempeño en la JFCLB se encargó de la operación Operación Escudo del Océano, en conjunto con la Operación Atalanta, de la Unión Europea, para luchar contra la piratería en el Cuerno Africano. En julio de 2012, consigue ser ascendido a comandante de la JFCLB. En marzo de 2013 fue nombrado jefe del Mando de Personal, puesto que ocupó hasta su pase a la reserva, en 2015. 
Mestre es diplomado de Estado Mayor por la Escuela Superior de las Fuerzas Armadas (1992) y diplomado del Air War College, Air University en Maxwell, Alabama, EE. UU. (1999), donde obtuvo un Máster en Relaciones Internacionales.

### Carrera política
En marzo de 2019, el partido político Vox anunció el nombramiento de Manuel Mestre Barea como número uno de la lista por Alicante al Congreso de los Diputados. En las elecciones del 28 de abril de 2019, es elegido diputado.

## Controversias

### Incidente con José Bono
El general Mestre se hizo popular en el Ejército del Aire por ser quien autorizó el uso de un Lockheed C-130 Hercules del Ala 31 para trasladar el 10 de diciembre de 2005 a 23 camareros desde Zaragoza a Getafe (Madrid) para trabajar en los actos en el Cuartel General del Ejército del Aire con motivo de la Virgen de Loreto. El por entonces ministro de Defensa José Bono, en declaraciones a TVE aseguró que el uso de la aeronave de transporte militar para el traslado de camareros fue «un error» y que había «corregido y arrestado» al general. El Partido Popular presentó 50 iniciativas parlamentarias para tratar de esclarecer el asunto. Sin embargo, posteriormente se filtró a los medios que el general nunca fue arrestado.

### Acusaciones de plagio
En abril de 2019 fue acusado por dos medios de comunicación de plagio. El periódico digital eldiario.es informaba de que Manuel Mestre había copiado varios artículos estadounidenses y los había publicado en la Revista de Aeronáutica y Astronáutica, revista oficial del Ejército del Aire de España editada por el Ministerio de Defensa. Según el mismo diario "tradujo y reprodujo amplios fragmentos de textos norteamericanos, sin citar a la fuente y atribuyéndose esas reflexiones", vulnerando las normas de la publicación del Ministerio de Defensa, que requería que el contenido fuese original y además recibió remuneración por esos textos. Preguntado sobre este asunto, el general Mestre respondió "creo que eso lo hace todo el mundo". Al mismo tiempo, otro periódico digital, Rambla Libre informaba de que Manuel Mestre había plagiado su monografía para el ascenso al generalato. Según este diario, dicha monografía era un plagio de artículos publicados en revistas especializadas norteamericanas, por lo que el modus operandi sería el mismo que en los hechos denunciados por eldiario.es. Además, el artículo incorporaba tanto el escrito del general como los artículos originales de los que éste habría tomado fragmentos enteros. Aunque Rambla Libre publicó una nota de rectificación del general Manuel Mestre, alegando ser "legítimo autor" del escrito “El poder aéreo en la doctrina conjunta”, no eliminó el artículo original en el que se denunciaba el plagio.
Posteriormente, y siendo ya miembro del Congreso de los Diputados, volvió a ser acusado de plagio por otros medios, al constatar que "elaboró una pregunta parlamentaria de su grupo sobre el despliegue del 5G 'fusilando' prácticamente la totalidad del escrito de sendos artículos de la organización Ecologistas en Acción y del portal de noticias Yahoo!, sin citar su origen o autoría".